# Abraham Somes
Abraham Somes (14 marzo 1732 – 7 settembre 1819) è stato un militare, bottaio e pioniere statunitense.
Fu il fondatore del primo insediamento sull'Isola di Mount Desert, che oggi fa parte del Parco nazionale di Acadia nel Maine.

## Biografia
Nel 1761, Somes, un bottaio di mestiere, portò la moglie Hannah Herrick con il resto della famiglia da Gloucester, nel Massachusetts, sull'Isola di Mount Desert, insieme a James Richardson e alla di lui famiglia. Somes ottenne la terra per lo sviluppo dal governatore del Massachusetts Sir Francis Bernard, 1º Baronetto, che nel 1761, manteneva l'interesse a garantire la proprietà per la Corona.
Alcuni scelsero di fondare un villaggio all'estremità settentrionale del fjärd che taglia l'isola nel suo centro. Esso fu successivamente denominato con il suo cognome, Somes Sound, ed è il solo fjärd naturale sulla costa orientale degli Stati Uniti. Abraham denominò il suo insediamento Somesville ed esso si svilupperà in un'importante località commerciale che consentirà al resto dell'isola di rimanere permanentemente colonizzata negli anni che seguiranno la Guerra d'indipendenza americana.
Durante questo conflitto, Abraham Somes prestò servizio come 1º tenente del reggimento della milizia del Massachusetts, 7 Co., 6 Lincoln Co., al comando di Ezra Young. Egli prestò servizio anche nella Compagnia di volontari del Capitano Daniel Sullivan nel 1779.
Dopo aver compiuto i suoi obblighi militari, Abraham ritornò a Somesville, ove visse il resto dei suoi giorni. Egli ebbe 13 figli.

## Decesso
Somes morì il 7 settembre 1819, all'età di 87 anni, e la sua salma fu inumata nel Cimitero Brookside a Mount Desert, nel Maine, dove giacciono anche le salme delle sue due mogli.